# ラカンドン族
ラカンドン族（ラカンドンぞく、Lacandon）は、マヤ人のうちメキシコのチアパス州南東の熱帯雨林に住む民族。かつては自給自足の生活と伝統的なマヤの信仰を守り通していることで有名だった。

## 居住地
メキシコのサントドミンゴ川から、サンタクルス川に至る地域に住む集団と、セドロ川、ラカンハ川沿いに住む集団とがある。総数200人に満たないうえにまとまりを欠いており、家族単位に分かれて生活を送っている。3～4軒の家で構成される村どうしは、少なくとも数日間旅をしてやっとたどり着けるほど離れている。
現在ラカンドンの住む村は主にラカンハ・チャン・サヤブとナハの2つである。メンサバクという第3の村は1980年代に衰退し、数家族しか住んでいない。
毎年植え付けを前にしてトウモロコシ畑の真ん中に新しい家を建てる。家は4本の柱を交差させて骨組みとし、その上に軒が地面すれすれに届く切妻屋根を載せる。屋根はシュロの葉で覆い、しなやかなつる植物で屋根組に結び付けていく。

## 歴史
ラカンドン族は、自分たちのことを「マッセワル」と呼んでいる。この言葉は、労働階級、下層階級を意味するナワトル語から来ているといわれている。
ラカンドン族の話す言語はマヤ語族のひとつで、ユカテコ語によく似ている。
1525年、エルナン・コルテスが彼らの領域を通過した。その12年後、スペイン人の宣教師たちがラカンドン族と接触し、カトリックへの改宗を呼びかけ、いくつかの町に集まって暮らすように誘ったが失敗している。
1555年、洗礼を受けた多数のインディオと2人の宣教師が殺害された。
1695年、ラカンドン族を制圧して新しい町に集めようとする試みがあったが、自分たちの生活を守るために逃げ去った。
1970年ごろまでは、ラカンドン族はラカンドン地方の熱帯雨林で焼畑農業と弓矢を使った伝統的な狩猟を行っていた。しかし、メキシコ政府がラカンドンの森林の伐採を許可し、さらにその後に別のマヤ族であるツェルタル族がこの地にやってきて残った樹木を伐採したため、熱帯雨林の多くが消滅し、伝統的な狩猟ができなくなった。現在もラカンドンは弓矢を作っているが、それは狩猟のためではなく、観光客に売りつけるためである。1979年になると道路が開通し、ラカンドンはパレンケを訪れる旅行者に弓矢や人形などを販売することによってほかのマヤ族より裕福になった。現在ではほとんどのラカンドンの家にはカラーテレビやステレオがある。
1990年になるとラカンドンは伝統的な自給自足の生活をやめ、観光客に土産品を売りつけることを主要な生活手段とするようになった。これによってラカンドンの社会は大きく変化し、ラカンドンをそれまで有名にしてきた伝統的農業や古くからの信仰は衰えた。

## 性向
既述のとおり排他的ではあるが、決して不親切ではない。実際に接触したことのある多数のヨーロッパ人が、「ラカンドン族は客を丁重に扱い、細かい心配りを見せる人々であり、出迎えるときや別れるときには実に几帳面に礼節を守る」と報告している。
売春や姦通はまれで、年寄りには敬意を払っており、よその社会の道徳の低さを軽蔑している。泥酔することがあるが、それは何かの宗教儀礼のときに限られる。
もともと一夫多妻の習慣があったが、少人数で暮らす社会の中で廃れていき、今ではようやく各村の首長だけが複数の妻を持つに過ぎない。

## 食生活
かつての自給農業の時代には、トウモロコシ、豆類、カボチャ、トマトを主食としていた。その他、キャッサバ、サツマイモ、コショウ、ハヤトウリなどを栽培していた。
漁獲には網、釣竿、釣糸を使うが、マホガニー材の丸木舟から矢で魚を射ることもあった。
肉類としては、狩りで得るバク、野ブタ、野鳥、サルがある。一部の人々はニワトリを飼っているが、もともとこの地の産物ではなく、バナナ同様ヨーロッパ人が持ち込んだものである。

## 衣服
昔から伝わる頭骨を無理に変形させる習慣は廃れたが、いつも額にまわした紐や帯で重いものを担いでいるので、額の平らな人間は珍しくない。帽子はかぶらない。
衣服にはヨーロッパの影響がまったくなく、下に腰布をつけ、そのうえから膝の下まで届く白木綿のチュニックかポンチョを着る。
女たちはビーズや果実で新しい首飾りを作って身につける。男たちは鼻飾りをつけることもある。

## 宗教
ラカンドンは長い間マヤ古来のものといわれる伝統的な信仰を保ち、ヤシュチランの神殿に巡礼を行っていた。1960年代から1970年代にかけて、プロテスタントの宣教師が伝統的な信仰をやめさせることに成功したが、ナハでは1997年ごろまで伝統的な祭儀が残っていた。現在では儀式は観光客相手の見せ物として行われる。自給自足から商品の販売へ生活が変化したことや、裕福になったために病気の治癒を神に祈るかわりに近代的な医療を受けられるようになったことも、伝統的な信仰を衰えさせる原因になった。
以前の信仰では、ラカンドン族は宗教上のしきたりを厳格に守り通す。どの村でも最良の家は神殿とされ、香を焚く鉢や神々の像作り、香にするコパル樹液集めには手間を惜しまない。鉢につけた装飾文様は、古代マヤ文明当時の鉢の文様に似ている。ウスマシンタ川にのぞむヤシュチランの町に毎年巡礼に出かける。目的地であるヤシュチランは、7世紀マヤ文明の最盛期に栄えた町であり、ラカンドン族はこの地を神々の居場所と考え、毎年訪れては香をたき、祈りの言葉をつぶやく。